# Roudná
Roudná (en allemand : Raudna) est une commune du district de Tábor, dans la région de Bohême-du-Sud, en République tchèque. Sa population s'élevait à 552 habitants en 2020.

## Géographie
Roudná est arrosée par la Lužnice, un affluent de la Vltava, et se trouve à 5 km au nord du centre de Soběslav, à 13 km au sud-sud-est de Tábor, à 41 km au nord-nord-est de České Budějovice et à 89 km au sud-sud-est de Prague.
La commune est limitée par Košice au nord, par Myslkovice à l'est, par Sedlečko u Soběslavě et Klenovice au sud, et par Skalice à l'ouest.

## Histoire
La première mention écrite du village date de 1381.